# Estación de Santa Cruz de la Zarza
Santa Cruz de la Zarza es un apeadero ferroviario situado en el municipio español homónimo, en la provincia de Toledo (Castilla-La Mancha). Originalmente se trató de una estación, la cual disponía de varias instalaciones y vías de servicios. En la actualidad las instalaciones carecen de servicios ferroviarios.

## Situación ferroviaria
Las instalaciones ferroviarias se encuentran situadas en el punto kilométrico 43,9 de la línea férrea de ancho ibérico Aranjuez-Valencia, a 792 metros de altitud sobre el nivel del mar, entre las estaciones de Villarrubia de Santiago y Tarancón. El tramo es de vía única y está sin electrificar.  

## Historia

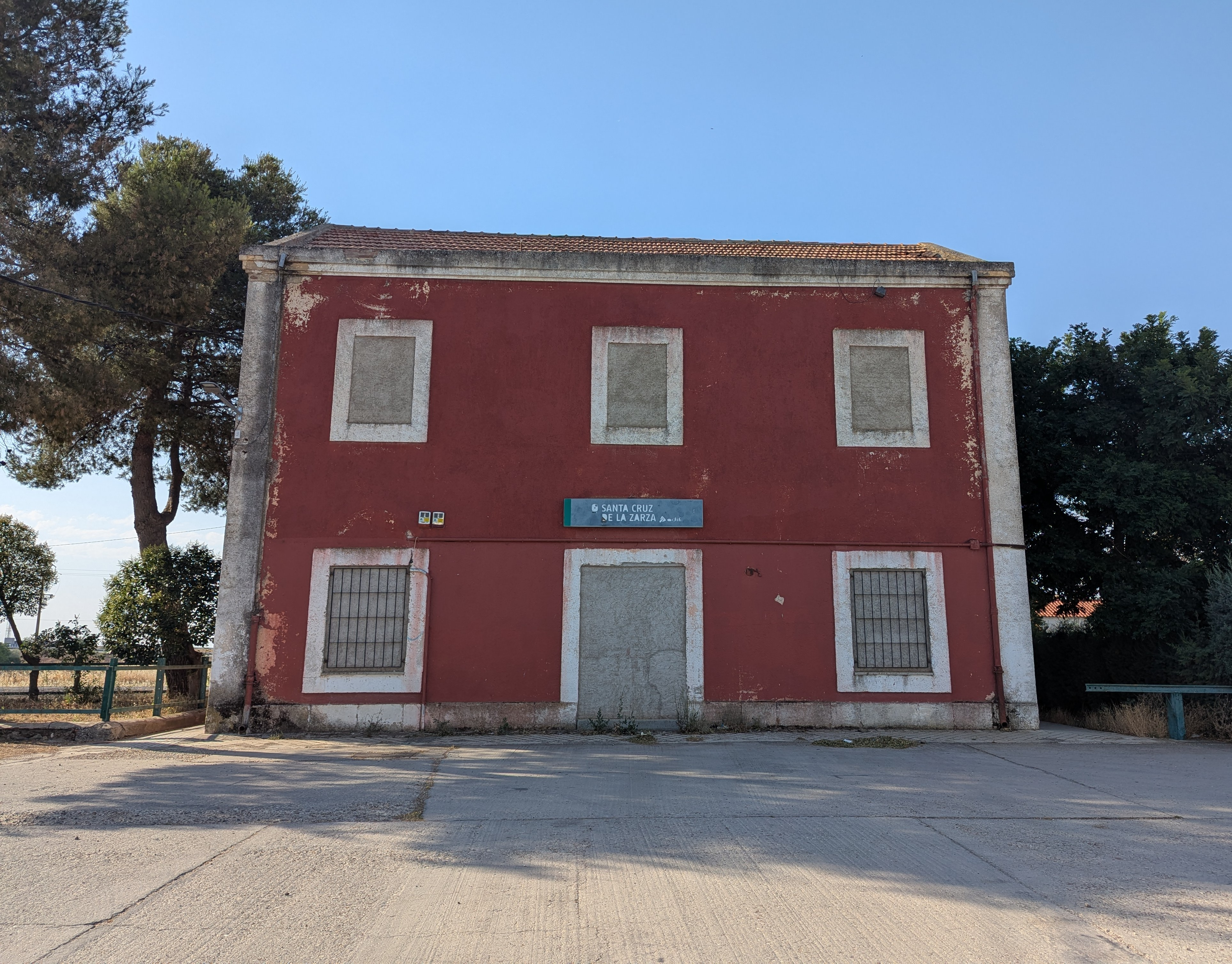
Edificio de viajeros en 2025

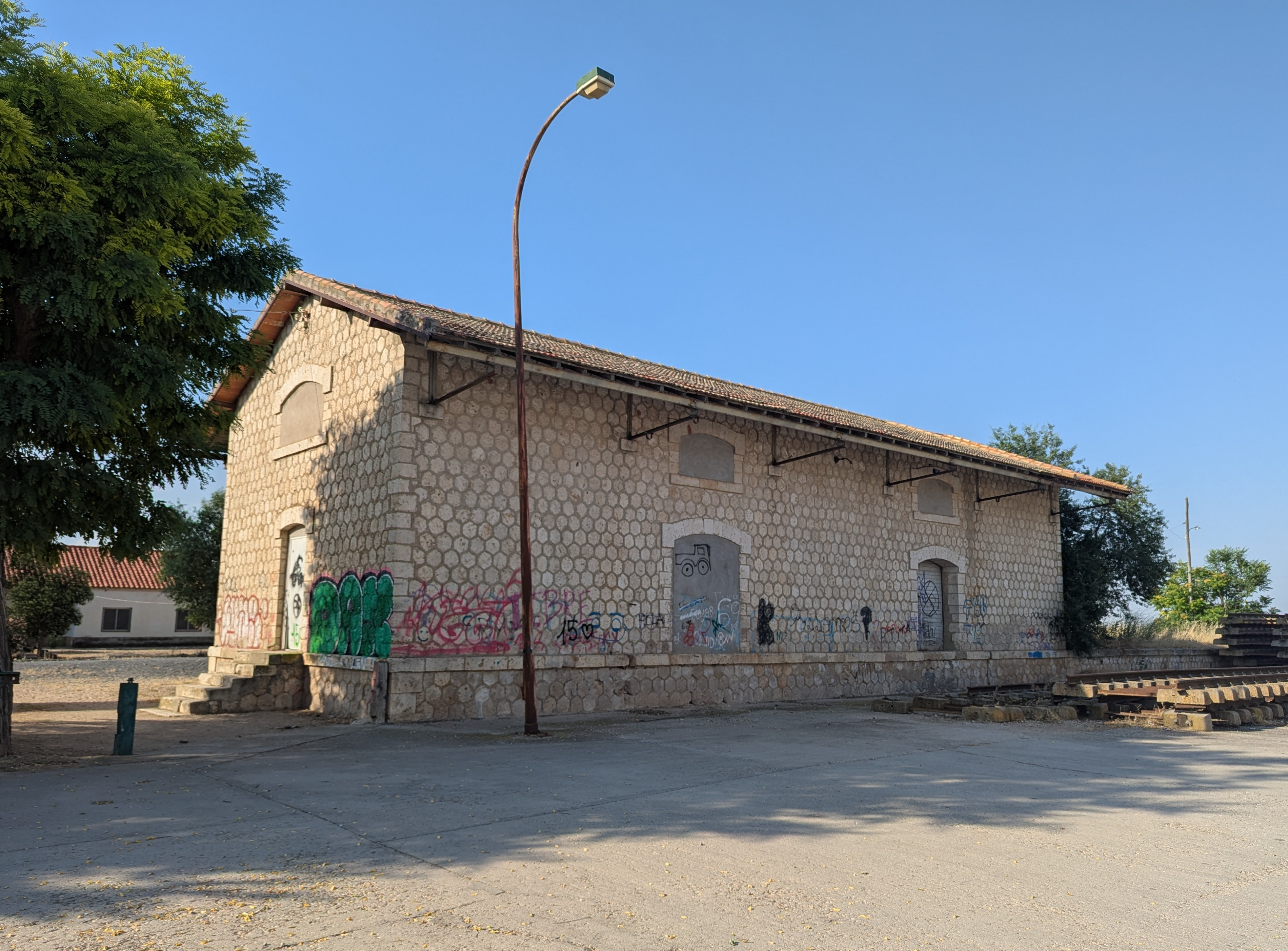
Muelle de carga en 2025

La estación entró en servicio el 5 de septiembre de 1885 cuando MZA se hizo con la concesión de la línea entre Aranjuez y Cuenca comprando los derechos de la misma a la Compañía del Ferrocarril de Aranjuez a Cuenca, constructora inicial.
Durante la Guerra Civil se construyó una línea férrea que enlazaba las estaciones de Villacañas y Santa Cruz de la Zarza, la cual entraría en servicio el 11 de junio de 1938. Dicha línea constituía una prolongación, con la misma idea estratégica de abastecer a Madrid en la Guerra Civil, de la llamada «Vía Negrín», que enlazaba Torrejón de Ardoz con Tarancón y cuya construcción había surgido debido al corte de las comunicaciones ferroviarias de la capital por parte del ejército franquista. Sin embargo, el nuevo trazado quedó en desuso tras el final de la contienda y la reapertura de la línea Madrid-Alcázar. 
En 1941, con la nacionalización de la totalidad de la red ferroviaria española la estación pasó a ser gestionada por RENFE.  
En 1954 volvió a ser abierta al tráfico la línea Villacañas-Santa Cruz de la Zarza, tras haber estado inactiva muchos años y haber sido reformadas las infraestructuras por RENFE. No obstante, no estaría en servicio por mucho tiempo. En octubre de 1965 la línea fue clausurada una vez más —y posteriormente desmantelada— debido al bajo rendimiento económico que arrojaba su explotación. 
Desde el 31 de diciembre de 2004 Renfe Operadora explota la línea mientras que Adif es la titular de las instalaciones ferroviarias.
Desde el 20 de julio de 2022, la estación no cuenta con servicio de viajeros tras la supresión del servicio que conectaba Aranjuez con Utiel.